# Sumporno vapno
Sumporno vapno je spoj vapna (kalcijeva hidroksida) i sumpora.

## Svojstva i osobine
Po sastavu je to smjesa kalcijevih polisulfida te ne izreagiranih vapna i sumpora, tako da se ugrubo može reći kalcijev polisulfid.
Svježa otopina je dosta korozivna i s podosta metala i njihovih spojeva tvori sulfide (bakrov sulfid, željezov sulfid).

## Priprava
Kuhanjem otopine sumpora i vapna u vodi, nastaje tamnožuta otopina vonja na sumporovodik.

## Upotreba
Jedno je od najpoznatijih insekticida i fungicida. Koristio se u poljoprivredi protiv raznih nametnika i u veterini protiv npr. mačije šuge ili mikrosporoze.